# Canejan
Canejan és una vila i municipi de la Vall d'Aran, situat al terçó de Quate Lòcs.

## Geografia
- Llista de topònims de Canejan (Orografia: muntanyes, serres, collades, indrets..; hidrografia: rius, fonts...; edificis: cases, masies, esglésies, etc).

El poble de Canejan, fronterer amb França, està situat a 906 m d'altitud, enlairat sobre la riba dreta del riu de Toran, molt a prop de la seva confluència amb la Garona. Els carrers són estrets i costeruts, amb graons que salven alguns desnivells, i es conserven alguns edificis antics. A la part alta hi ha l'església parroquial de Sant Serni, molt reformada a principis del segle xix (1818).
| Entitat de població | Habitants (2024) |
| Canejan             | 73               |
| Moron e Era Mòla    | 14               |
| Eth Pradet          | 6                |
| Bordius             | 3                |
| Sant Joan de Toran  | 3                |
| Pontaut             | 2                |
| Porcingles          | 0                |
| Campespin           | 0                |
| Era Cassenhau       | 0                |
| Font: Idescat       |                  |

## Demografia

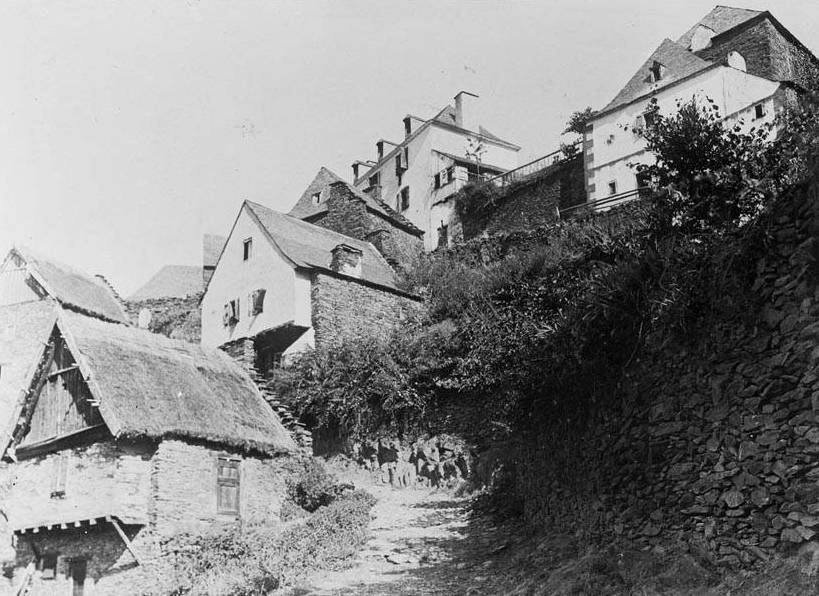
Camí d'entrada i cases de Canejan (1907).

| 1497 f | 1515 f | 1553 f | 1717 | 1787 | 1857  | 1877 | 1887 | 1900 | 1910 |
| ------ | ------ | ------ | ---- | ---- | ----- | ---- | ---- | ---- | ---- |
| -      | -      | 15     | -    | 314  | 1.009 | 981  | 772  | 637  | 639  |

| 1920 | 1930 | 1940 | 1950 | 1960 | 1970 | 1981 | 1990 | 1992 | 1994 |
| ---- | ---- | ---- | ---- | ---- | ---- | ---- | ---- | ---- | ---- |
| 596  | 480  | 317  | 310  | 282  | 171  | 137  | 117  | 108  | 108  |

| 1996 | 1998 | 2000 | 2002 | 2004 | 2006 | 2008 | 2010 | 2012 | 2014 |
| ---- | ---- | ---- | ---- | ---- | ---- | ---- | ---- | ---- | ---- |
| 104  | 100  | 108  | 109  | 108  | 104  | 110  | 103  | 109  | 102  |

| 2016 | 2018 | 2020 | 2022 | 2024 | 2026 | 2028 | 2030 | 2032 | 2034 |
| ---- | ---- | ---- | ---- | ---- | ---- | ---- | ---- | ---- | ---- |
| 97   | 84   | 89   | 92   | 101  | -    | -    | -    | -    | -    |

## Economia
Segons les dades de l'últim trimestre de 2019 de l'Observatori del Treball de la Generalitat, Canejan era el cinquè municipi amb la taxa més alta de desocupats de Catalunya, un 25%. En el rànquing dels deu municipis catalans amb més atur, encapçalat per La Vajol (Alt Empordà), amb un 34,15%, els deu primers tenien menys de 600 habitants, a excepció del Montmell (Baix Penedès), en tercer lloc (amb 1.512 empadronats i un 29,58% d'atur) i Santa Oliva (Baix Penedès), en desè (amb 3.320 veïns i un 20,55% de desocupats).
Al terme municipal de Canejan es troben la central hidroelèctrica de Sant Joan de Toran i la central hidroelèctrica de Pont de Rei

## Política

### Alcaldes
Alcaldes des de les eleccions democràtiques de 1979
- Josep Bacaria Sanmartín (1979 - 1983)
- Ninfa Carabias Escots (1983 - 1995)
- Juan Carlos Lastera Alcalde (1995 - Act)